# گرچن پارلاتو
گرچن پارلاتو (انگلیسی: Gretchen Parlato؛ زادهٔ ۱۱ فوریهٔ ۱۹۷۶) موسیقی‌دان، ترانه‌سرا و خواننده سبک جاز اهل ایالات متحده آمریکا است. وی از سال ۲۰۰۳ میلادی تاکنون مشغول فعالیت بوده‌است.